# Nikias Chryssos
Nikias Chryssos (* 25. September 1978 in Leimen) ist ein deutsch-griechischer Filmregisseur und Drehbuchautor.

## Leben und Karriere
Nikias Chryssos wuchs in Heidelberg auf. Von 2001 bis 2002 studierte er Film- und Videoproduktion am Surrey Institute of Art & Design in England. Von 2002 bis 2009 studierte er Filmregie mit dem Schwerpunkt Szenischer Film an der Filmakademie Baden-Württemberg und schloss sein Studium mit Diplom ab.
2005 nahm er am Talent Campus der Berlinale sowie einem Masterclass-Programm der UCLA in Los Angeles teil. Sein Kurzfilm Down (2003) wurde auf über 60 Filmfestivals gezeigt. Hochhaus (2006) feierte Premiere auf der 56. Berlinale und gewann mehrere internationale Auszeichnungen.
2008 wurde er als einer von sechs internationalen Filmemachern für die Résidence du Festival de Cannes in Paris ausgewählt.
Sein Spielfilm Der Bunker (2015), eine Koproduktion zwischen Kataskop Film und Geißendörfer Film- und Fernsehproduktion, feierte Premiere auf der 65. Berlinale.
2018 drehte er in Griechenland seinen zweiten Kinofilm A Pure Place.

## Filmografie (Auswahl)
- 2002: Breakfast
- 2003: Down
- 2004: Der Fremde und der Affe
- 2005: Schwarze Erdbeeren
- 2006: Hochhaus
- 2009: Der Großvater
- 2011: Mann liebt Hund
- 2015: Der Bunker
- 2021: A Pure Place
- 2022: Tatort: Leben Tod Ekstase
- 2025: Rave On

## Auszeichnungen (Auswahl)
A Pure Place
- 2021 Auszeichnung für die Beste Regie mit dem Förderpreis Neues Deutsches Kino (Filmfest München)[2]
- 2021 Rand-Award (Randfilmfest)[3]
- 2021 Beste Musik (Preis der deutschen Filmkritik)[4]
- 2022 Best International Feature (Chattanooga Film Festival, USA)[5]
- 2022 Best Screenplay (Grimmfest, UK)[6]

Der Bunker
- Vorauswahl Deutscher Filmpreis[7]
- Nominierung Bestes Spielfilmdebüt (Preis der deutschen Filmkritik)[8]
- Next Wave Award Bester Film (Fantastic Fest, USA)[9]
- Prix du Jury, Prix du Jury de la Critique (Festival Mauvais Genre, Frankreich)
- Beste Regie (Ithaca International Fantastic Film Festival, USA)[10]
- Bester Schauspieler – Daniel Fripan (Fantaspoa International Fantastic Film Festival, Brasilien)[11]
- Bester Film (La Mano Festival, Spanien)[12]
- Lobende Erwähnung (Lund International Fantastisk Filmfestival, Schweden)[13]

Der Großvater
- Orpheus-Award for Best Short Film (Los Angeles Greek Film Festival, USA)[14]
- Nominierung Deutscher Kamerapreis[15]
- Honorable Mention digi2010 (Drama Short Film Festival, Griechenland)[16]

Hochhaus
- Grand Prix Internationaler Wettbewerb (Odense Film Festival, Dänemark)[17]
- Special Award, GUFTAT Award, GAFC Award (Drama Short Film Festival, Griechenland)[18]
- Bester Kurzfilm/Großer Preis der Filmwerkstatt Münster (Filmfestival Münster)[19]
- Centaur Award (Message to Man Film Festival St. Petersburg, Russland)[20]
- Bester Spielfilm, Bestes Drehbuch (NextFrame Film Festival, USA)[21]
- 1. Preis (La Cabina International Film Festival Valencia, Spanien)
- Großer Preis der Filmwerkstatt beim Filmfestival Münster 2007
- Prädikat wertvoll (FBW)[22]
- Bester Soundtrack (International Short Film Festival Clermont-Ferrand, Frankreich)[23]
- Bestes Szenenbild (Festival der Filmhochschulen München)[24][25]

Der Fremde und der Affe
- Nominierung Deutscher Kamerapreis[26]

Down
- Golden Frame (Nevidannoe, Estland)[27]
- Special Award Déjà-vu (Cellu l’art Jena)[27]
- Best of German Competition (Internationale Kurzfilmtage Oberhausen)[28]
- Honorable Mention (Media Art Friesland, Niederlande)[27]
- Special Mention (Eurovideo Málaga, Spanien)[29]
- Die 100 besten Kurzfilme (AG Kurzfilm)[30]